# Kharaton
Kharaton  (Thébai Olümpiodórosznál ógörögül: Χαράτων), vagy Aksungur a legendák szerint az első hun király körülbelül 410–422 között.
412-ben Kharaton fogadta a bizánci követet, Olympiodorust, aki tengeren utazott be Kharaton királyságába, de nincsenek feljegyzések arról, hogy a kérdéses tenger a Fekete-tenger vagy az Adria volt-e. Az előbbi alapján Kharaton valahol a ponto-kaszpi sztyeppén (a Fekete-tengertől a Kaszpi-tengeren túl nyúló síkságon), amíg az utóbbi teória szerint a Pannon-síkságon élt.

Vámbéry Ármin a fejedelem nevét két szóból vezeti le:
Kara: "fekete", (altáji, illetve ótörök nyelven) jelenthet színnevet, de az északi égtájat is
Ton: ruha, köpeny (szaka - ázsiai szkíta - eredetű jövevényszó a türk és török nyelvekben. 
Tehát a név jelentése: fekete ruhás", fekete köpenyes." 2